# Động đất Shimane 2018
Động đất Shimane 2018 (島根県西部地震 Shimaneken seibu jishin) là trận động đất xảy ra vào lúc 1:32 (theo giờ địa phương), ngày 9 tháng 4 năm 2018. Trận động đất có cường độ 6,1 richter (theo JMA), tâm chấn độ sâu khoảng 12 km. Thang địa chấn mức 5+ đã được quan sát thấy ở Ōda, Shimane. Không có cảnh báo sóng thần cho trận động đất này. Hậu quả trận động đất làm 9 người bị thương, trong đó có hai trường hợp bị thương nặng, 7 trường hợp bị thương nhẹ.